# Everyday Life
Everyday Life là album phòng thu thứ tám của ban nhạc rock người Anh Coldplay. Album được phát hành ngày 22 tháng 11 năm 2019 bởi hãng Parlophone ở Vương quốc Anh và Atlantic Records ở Hoa Kỳ. Đây là một album đôi phát hành dưới dạng một đĩa CD, với nửa đầu có tựa đề Sunrise và nửa sau Sunset. Cùng ngày album được phát hành, nhóm đã biểu diễn trực tiếp toàn bộ album này trong chương trình Coldplay: Everyday Life - Live in Jordan, livestream trên YouTube đến khán giả toàn thế giới từ thành cổ Amman Citadel, thành phố Amman, Jordan, lần lượt vào lúc bình minh và hoàng hôn. Nhiều nhà sản xuất trở lại tham gia với nhóm trong album, bao gồm Rik Simpson, Dan Green, Bill Rahko, Davide Rossi và Emily Lazar.
Bốn đĩa đơn đã được phát hành từ album: 2 đĩa đơn chính thức "Orphans" và "Arabesque" vào tháng 10 năm 2019, các đĩa đơn quảng bá "Everyday Life" vào tháng 11 năm 2019 và "Champion of the World" vào tháng 2 năm 2020. Tại Giải Grammy lần thứ 63, album đã giành được hai đề cử: Best Recording Package và Album của năm, là đề cử album của năm thứ hai của nhóm. Về mặt doanh thu, Everyday Life là album thứ tám liên tiếp của nhóm đạt vị trí dẫn đầu UK Albums Chart, cũng như đạt đến vị trí số 7 trên Billboard 200 của Mỹ trong tuần đầu phát hành.
| Đánh giá chuyên môn  | Đánh giá chuyên môn |
| Điểm trung bình      | Điểm trung bình     |
| Nguồn                | Đánh giá            |
| -------------------- | ------------------- |
| AnyDecentMusic?      | 6.8/10              |
| Metacritic           | 73/100              |
| Nguồn đánh giá       |                     |
| Nguồn                | Đánh giá            |
| AllMusic             | [ 11 ]              |
| The A.V. Club        | B−                  |
| The Daily Telegraph  | [ 13 ]              |
| Entertainment Weekly | B+                  |
| The Guardian         | [ 15 ]              |
| The Independent      | [ 16 ]              |
| NME                  | [ 17 ]              |
| Pitchfork            | 6.8/10              |
| Rolling Stone        | [ 19 ]              |
| The Times            | [ 20 ]              |

## Coldplay: ReimaginedEP
Ngày 21 tháng 2 năm 2020, nhóm phát hành một EP độc quyền cho Apple Music. EP gồm phiên bản acoustic của 3 bài hát "Cry Cry Cry", "Broken" và "Champion of the World", thể hiện bởi Martin, Buckland và the Love Choir, cùng video màn biểu diễn.

## Danh sách bài hát
| Everyday Life – Sunrise | Everyday Life – Sunrise | Everyday Life – Sunrise                                                            | Everyday Life – Sunrise                                               | Everyday Life – Sunrise |
| STT                     | Nhan đề                 | Sáng tác                                                                           | Nhà sản xuất                                                          | Thời lượng              |
| ----------------------- | ----------------------- | ---------------------------------------------------------------------------------- | --------------------------------------------------------------------- | ----------------------- |
| 1.                      | "Sunrise"               | Coldplay Davide Rossi                                                              | Rossi                                                                 | 2:31                    |
| 2.                      | "Church"                | Coldplay Amjad Sabri Rossi Mikkel Eriksen Tor Hermansen Jacob Collier Norah Shaqur | Rik Simpson Dan Green Bill Rahko Angel Lopez [b] Federico Vindver [b] | 3:50                    |
| 3.                      | "Trouble in Town"       | Coldplay                                                                           | Simpson Green Rahko                                                   | 4:38                    |
| 4.                      | "Broken"                | Coldplay                                                                           | Simpson Green Rahko                                                   | 2:30                    |
| 5.                      | "Daddy"                 | Coldplay                                                                           | Simpson Green Rahko                                                   | 4:58                    |
| 6.                      | "WOTW / POTP"           | Coldplay                                                                           | Simpson Green Rahko                                                   | 1:16                    |
| 7.                      | "Arabesque"             | Coldplay Drew Goddard Femi Kuti Paul Van Haver                                     | Simpson Green Rahko                                                   | 5:40                    |
| 8.                      | "When I Need a Friend"  | Coldplay                                                                           | Simpson Green Rahko John Metcalfe                                     | 2:35                    |

| Everyday Life – Sunset | Everyday Life – Sunset  | Everyday Life – Sunset                               | Everyday Life – Sunset                                   | Everyday Life – Sunset |
| STT                    | Nhan đề                 | Sáng tác                                             | Nhà sản xuất                                             | Thời lượng             |
| ---------------------- | ----------------------- | ---------------------------------------------------- | -------------------------------------------------------- | ---------------------- |
| 1.                     | "Guns"                  | Coldplay                                             | Simpson Green Rahko                                      | 1:55                   |
| 2.                     | "Orphans"               | Coldplay Moses Martin                                | Simpson Green Rahko Max Martin [a] Lopez [b] Vindver [b] | 3:17                   |
| 3.                     | "Èkó"                   | Coldplay                                             | Simpson Green Rahko                                      | 2:37                   |
| 4.                     | "Cry Cry Cry"           | Coldplay Jacob Collier Bertrand Berns Jerry Ragovoy  | Simpson Green Rahko                                      | 2:47                   |
| 5.                     | "Old Friends"           | Coldplay                                             | Simpson Green Rahko                                      | 2:26                   |
| 6.                     | "بنی آدم"               | Coldplay Alice Coltrane Harcourt Whyte Saadi Shirazi | Simpson Green Rahko                                      | 3:14                   |
| 7.                     | "Champion of the World" | Coldplay Andy Monaghan Scott Hutchison Simon Liddell | Simpson Green Rahko Martin [a] Lopez [b] Vindver [b]     | 4:17                   |
| 8.                     | "Everyday Life"         | Coldplay John Metcalfe                               | Simpson Green Rahko Lopez [b] Vindver [b]                | 4:18                   |
| Tổng thời lượng:       | Tổng thời lượng:        | Tổng thời lượng:                                     | Tổng thời lượng:                                         | 53:36                  |

| Everyday Life – Japanese edition | Everyday Life – Japanese edition | Everyday Life – Japanese edition | Everyday Life – Japanese edition | Everyday Life – Japanese edition |
| STT                              | Nhan đề                          | Sáng tác                         | Nhà sản xuất                     | Thời lượng                       |
| -------------------------------- | -------------------------------- | -------------------------------- | -------------------------------- | -------------------------------- |
| 9.                               | "Flags"                          | Coldplay                         | Simpson Green Rahko              | 3:36                             |
| Tổng thời lượng:                 | Tổng thời lượng:                 | Tổng thời lượng:                 | Tổng thời lượng:                 | 57:12                            |

Ghi chú
- [a] đồng sản xuất
- [b] nhà sản xuất phụ
- "Broken" được viết cách điệu thành "BROKШN" trên đĩa CD, còn trên các phương tiện kĩ thuật số là "BrokEn".
- "WOTW / POTP" là viết tắt của "Wonder of the World / Power of the People".
- "بنی آدم" ("Bani Adam", dịch sang tiếng Việt là "Con cháu Adam" hay "Loài người") có giọng đọc của Dr. Shahrzad (Sherry) Sami đọc bài thơ nổi tiếng cùng tên của Saadi bằng tiếng Ba Tư.

## Giải thưởng và đề cử
| Năm  | Giải thưởng | Hạng mục               | Kết quả | Chú thích |
| ---- | ----------- | ---------------------- | ------- | --------- |
| 2020 | Giải Grammy | Album của năm          | Đề cử   | [ 25 ]    |
| 2020 | Giải Grammy | Best Recording Package | Đề cử   | [ 26 ]    |

## Xếp hạng
| Bảng xếp hạng (2019)                     | Vị trí cao nhất |
| ---------------------------------------- | --------------- |
| Album Anh Quốc (OCC)                     | 1               |
| Album Áo (Ö3 Austria)                    | 5               |
| Album Argentina (CAPIF)                  | 1               |
| Album Ba Lan (ZPAV)                      | 4               |
| Album Bỉ (Ultratop Vlaanderen)           | 1               |
| Album Bỉ (Ultratop Wallonie)             | 1               |
| Album Bồ Đào Nha (AFP)                   | 2               |
| Album Canada (Billboard)                 | 3               |
| Croatia International Albums (HDU)       | 2               |
| Album Cộng hòa Séc (ČNS IFPI)            | 4               |
| Album Đan Mạch (Hitlisten)               | 6               |
| Album Đức (Offizielle Top 100)           | 4               |
| Album Hà Lan (Album Top 100)             | 1               |
| Album Hoa Kỳ Billboard 200               | 7               |
| Album Hoa Kỳ Top Alternative (Billboard) | 2               |
| Album Hoa Kỳ Top Rock (Billboard)        | 1               |
| Album Hungaria (MAHASZ)                  | 3               |
| Album Hy Lạp (IFPI Greece)               | 8               |
| Album Ireland (IRMA)                     | 5               |
| Nhật Bản Hot Albums (Billboard Japan)    | 8               |
| Album Nhật Bản (Oricon)                  | 10              |
| International Albums Nhật Bản (Oricon)   | 3               |
| Albums Latvia (LAIPA)                    | 3               |
| Album Litva (AGATA)                      | 5               |
| Album Mexico (Top 100 Mexico)            | 1               |
| Album Na Uy (VG-lista)                   | 1               |
| Album New Zealand (RMNZ)                 | 2               |
| Album Phần Lan (Suomen virallinen lista) | 8               |
| Album Pháp (SNEP)                        | 1               |
| Album Scotland (OCC)                     | 1               |
| Album Slovakia (ČNS IFPI)                | 4               |
| Album Tây Ban Nha (PROMUSICAE)           | 3               |
| Album Thụy Điển (Sverigetopplistan)      | 9               |
| Album Thụy Sĩ (Schweizer Hitparade)      | 1               |
| Album Úc (ARIA)                          | 1               |
| Album Ý (FIMI)                           | 3               |

| Bảng xếp hạng (2019)                | Vị trí |
| ----------------------------------- | ------ |
| Album Anh quốc (OCC)                | 14     |
| Album Áo (Ö3 Austria)               | 69     |
| Album Ba Lan (ZPAV)                 | 93     |
| Album Bồ Đào Nha (AFP)              | 18     |
| Album Bỉ (Ultratop Flanders)        | 47     |
| Album Bỉ (Ultratop Wallonia)        | 42     |
| Album Đức (Offizielle Top 100)      | 74     |
| Album Hà Lan (Album Top 100)        | 28     |
| Album Hungary (MAHASZ)              | 28     |
| Album Mexico (Top 100 Mexico)       | 43     |
| Album Pháp (SNEP)                   | 49     |
| Album Tây Ban Nha (PROMUSICAE)      | 37     |
| Album Thụy Sĩ (Schweizer Hitparade) | 20     |
| Album Ý (FIMI)                      | 51     |

| Bảng xếp hạng (2020)                     | Vị trí |
| ---------------------------------------- | ------ |
| Album Bỉ (Ultratop Flanders)             | 67     |
| Album Bỉ (Ultratop Wallonia)             | 81     |
| Album Bồ Đào Nha (AFP)                   | 49     |
| Album Đức (Offizielle Top 100)           | 73     |
| Album Hà Lan (Album Top 100)             | 69     |
| Top Alterative Albums Hoa Kỳ (Billboard) | 27     |
| Top Rock Albums Hoa Kỳ (Billboard)       | 51     |
| Album Pháp (SNEP)                        | 162    |
| Album Tây Ban Nha (PROMUSICAE)           | 64     |
| Album Thụy Sĩ (Schweizer Hitparade)      | 21     |

## Chứng nhận
| Quốc gia                                                    | Chứng nhận | Số đơn vị/doanh số chứng nhận |
| ----------------------------------------------------------- | ---------- | ----------------------------- |
| Anh Quốc (BPI)                                              | Vàng       | 269.011                       |
| Hà Lan (NVPI)                                               | Vàng       | 25.000‡                       |
| Pháp (SNEP)                                                 | Bạch kim   | 100.000‡                      |
| Ý (FIMI)                                                    | Vàng       | 25.000‡                       |
| ‡ Chứng nhận dựa theo doanh số tiêu thụ và phát trực tuyến. |            |                               |

## Lịch sử phát hành
| Khu vực | Ngày              | Định dạng                                 | Hãng đĩa                                   | Chú thích                   |
| ------- | ----------------- | ----------------------------------------- | ------------------------------------------ | --------------------------- |
| Various | 22 tháng 11, 2019 | Digital download streaming cassette CD LP | Parlophone, Atlantic Records, Warner Music | [ 91 ] [ 92 ] [ 93 ] [ 94 ] |